# Charles Wetherbee
Charles Wetherbee (* 1966 in Buffalo, New York; † 9. Januar 2023 in Boulder, Colorado; auch Chas Wetherbee) war ein US-amerikanischer Geiger und Musikpädagoge.

## Leben und Wirken
Charles Wetherbee hatte seine erste Violinausbildung bei Katherine Hafner, Bernard Mandelkern und Tom Halpin und studierte dann am Curtis Institute of Music bei Aaron Rosand. Weitere Lehrer waren Sylvia Rosenberg, Karen Tuttle und Felix Galimir. Er unterrichtete an der American University, der Capital University, der Ohio Wesleyan University, der The Ohio State University, wo er einen neuen Violinkurs für Folk- und Improvisationsmusik gründete, und wurde schließlich Professor für Violine am College of Music der University of Colorado Boulder.
Seine ersten Auftritte hatte Wetherbee im Alter von sechs Jahren, und er debütierte mit dem Buffalo Philharmonic Orchestra unter Semyon Bychkov. Seine erste Anstellung als Orchestermusiker, die er fünf Jahre innehatte, war die des Stimmführers der Zweiten Geigen beim National Symphony Orchestra. Danach war er 16 Jahre lang Konzertmeister des Columbus Symphony Orchestra. Er hat mit vielen Ensembles zusammengearbeitet, darunter das National Symphony Orchestra mit Mstislav Rostropovitch, das Kyoto Symphony Orchestra, das Japan Philharmonic, das Philharmonic Orchestra of Bogotá, das Orquesta Sinfónica Nacional de México, das Philadelphia Chamber Orchestra und das National Repertory Orchestra.
Weiterhin war Wetherbee künstlerischer Direktor des Dercum Center for Arts and Humanities und Gründungsmitglied des Klaviertrios Opus 3. Mit dem Carpe Diem String Quartet, dessen erster Geiger er war, nahm er mehrere CDs – u. a. mit dem Gitarristen Willy Porter und mit dem Mandolinisten Jeff Midkiff – auf. Mehrere Aufnahmen hat er mit dem Pianisten David Korevaar eingespielt. Auf dem Gebiet der Neuen Musik spielte er die Uraufführungen von Jonathan Lesnoffs Violinkonzert und von dessen Doppelkonzert für Violine und Viola. In Sankt Petersburg gab er 2007 die russische Erstaufführung von John Coriglianos Violinkonzert.
Charles Wetherbee starb am 9. Januar 2023 im Alter von 57 Jahren an den Folgen einer Krebserkrankung.

## Weblink
- ehemalige Website von Charles Wetherbee

## Belege
1. ↑  John Davis: In caring community: Chas Wetherbee. In: College of Music. University of Colorado Boulder, 9. Januar 2023, abgerufen am 25. April 2025 (englisch).
2. ↑  Violinist Charles Wetherbee dies aged 57. In: The Strad. 10. Januar 2023, abgerufen am 25. April 2025 (englisch).

| Personendaten    | Personendaten                              |
| ---------------- | ------------------------------------------ |
| NAME             | Wetherbee, Charles                         |
| ALTERNATIVNAMEN  | Wetherbee, Chas (Spitzname)                |
| KURZBESCHREIBUNG | US-amerikanischer Geiger und Musikpädagoge |
| GEBURTSDATUM     | 1966                                       |
| GEBURTSORT       | Buffalo, NY                                |
| STERBEDATUM      | 9. Januar 2023                             |
| STERBEORT        | Boulder, Colorado                          |